# 生田宗博
生田 宗博（いくた むねひろ、1948年 - ）は、日本の作業療法研究者。医学博士。

## 来歴
1971年、国立療養所東京病院附属リハビリテーション学院作業療法学部を卒業。1985年、金沢星稜大学経済学部経済学科を卒業。金沢大学大学院医学系研究科教授をへて、東京工科大学医療保健学部作業療法学科で教授を務めた。

## 人物
日本の作業療法士として初めて医学博士となった。研究者としてはADL領域で重要な業績を残している。また、臨床家としての評価も高く、研究の傍ら携わる病院では、回診の度に患者の列ができる。厚生労働大臣表彰を受賞。

## 著作
- ADL - 作業療法の戦略・戦術・技術 三輪書店 2001/6 ISBN 9784895901529
- ADL - 作業療法の戦略・戦術・技術 第2版 三輪書店 2005/8 ISBN 9784895902335

他。